# 柏崎総合医療センター
新潟県厚生農業協同組合連合会 柏崎総合医療センター（にいがたけんこうせいのうぎょうきょうどうくみあいれんごうかい かしわざきそうごういりょうセンター）は、新潟県柏崎市にある医療機関である。
全国厚生農業協同組合連合会（JA全厚連）傘下の病院のひとつで、新潟県厚生農業協同組合連合会（JA新潟厚生連）が運営している。2012年（平成24年）3月末までは、刈羽郡総合病院の名称で運営されていた。

## 沿革
- 1937年（昭和12年）10月 - 北越医療購買利用組合を開設者とする病院の開設が許可される[2]
- 1939年（昭和14年）11月 - 刈羽郡病院として、柏崎市本町8丁目223-1に開院する
- 1940年（昭和15年）11月 - 開設者を刈羽郡医療購買利用組合連合会に改める
- 1948年（昭和23年）6月 - 柏崎市学校町2-47に新築移転する
- 1952年（昭和27年）5月 - 開設者を新潟県厚生農業協同組合連合会（JA新潟厚生連）に改める
- 1957年（昭和32年）8月 - 刈羽郡総合病院に名称を改める
- 1991年（平成3年）6月 - 柏崎市北半田2丁目11-3に新築移転する
- 2007年（平成19年）4月 - 柏崎市より運営費の助成を受け、柏崎休日・夜間急患センター[3][4] を院内に開設する
- 2012年（平成24年）4月1日 - 新潟県厚生農業協同組合連合会 柏崎総合医療センターに名称を改める

## 診療科
- 内科
- 外科
- 整形外科
- 脳神経外科
- 産婦人科
- 小児科
- 耳鼻咽喉科
- 眼科
- 皮膚科
- 歯科・歯科口腔外科
- 睡眠外来・麻酔科（痛み外来）
- 放射線科

## 医療機関の指定等
- 救急指定病院
- 災害拠点病院
- 臨床研修指定病院
- がん診療連携拠点病院に準じる病院
- DPC対象病院
- DMAT指定医療機関

## その他
- 地元、柏崎市民からは、「郡病院」もしくは「医療センター」と呼ばれる。

## 交通アクセス

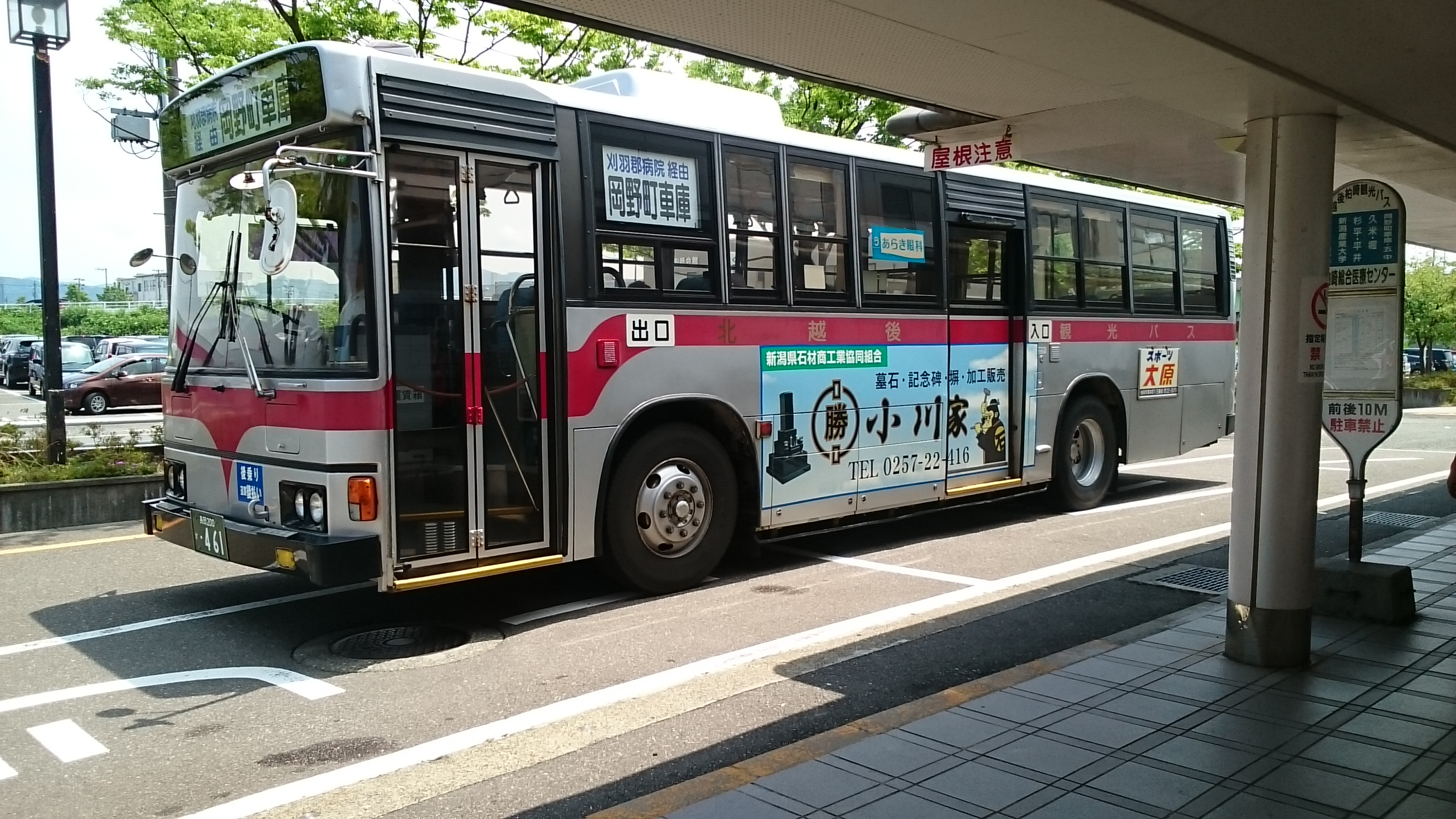
2017/06/28柏崎総合医療センターで投稿者撮影

- 越後交通「柏崎総合医療センター」バス停が当院玄関前に設けられている。
  - 各方面の路線が発着する。詳細は「柏崎市公共交通ガイドブック」および「越後交通 柏崎地区時刻表」を参照。